# Буревестник (порог)
Буревестник — речной порог на горной реке Чуя в Республике Алтай. Порог относится к 3 категории сложности по российской классификации. Длина порога составляет около 300 метров.

## Физико-географические характеристики порога
Порог Буревестник расположен в нижнем течении реки Чуя у отметки «422 км» федеральной трассы Р256 (Чуйский тракт) в республике Алтай (Онгудайский район) за правым поворотом реки, сразу за большим галечным островом, расположенным на выходе из порога Сумрачный (3 к. с.). Расстояние между порогами составляет около 400 метров. Через 8 километров ниже по течению после порога Буревестник начинается порог Бегемот (5—6 к. с.).

## Технические характеристики порога
Порог Буревестник относится к 3 категории сложности по российской классификации. Длина порога составляет около 300 метров. При прохождении порога рекомендуется разведка с правого берега. При разведке причаливание обычно осуществляется в правой протоке у острова. Характерными препятствиями порога являются валы, сливы и ямы. Формально, порог можно разделить на две ступени. Первая часть порога перегорожена большими скальными обломками, преимущественно с левой стороны. Длина первой ступени около 150 метров, для ступени характерны вспененные ямы и сливы. Первую ступень проходят по правой стороне. После первой ступени река расширяется в несложную шиверу длиной примерно 100 метров. В этом месте удобно организовать страховку на правом берегу. Вторая ступень находится в месте резкого сужения реки. Общее падение воды во второй ступени составляет около 3 метров с большим пенным валом высотой до 2 метров на выходе. Длина второй ступени составляет около 50 метров.

## Туризм
Порог Буревестник является одним из препятствий при сплавах по Нижней Чуе. Порог является проходимым для плотов (рафтов), катамаранов, каяков.
Прохождение порога Буревестник входит в программу международного соревнования по водному туризму «Чуя-Ралли». Порог проходится в рамках квалификации в первый день соревнований. Традиционно соревнования «Чуя-Ралли» проводятся в начале мая. Первые соревнования в международном формате прошли в 1989 году.